# Raúl Isaías Baduel
Raúl Isaías Baduel GOMM (Las Mercedes, 6 de julho de 1955 – Caracas, 12 de outubro de 2021) foi um político venezuelano, general e ministro da Defesa no governo do presidente Hugo Chávez . Ele foi  membro do MBR-200 de Chávez, ingressando em dezembro de 1982.

## Carreira
Baduel foi fundamental para devolver Chávez o poder após a tentativa de golpe de estado na Venezuela em 2002, e foi descrito como " um pequeno grupo de oficiais que 'co-governam' a Venezuela com Chávez". Ele foi comandante em chefe do Exército da Venezuela de 2004 até julho de 2007. Nesse período, foi condecorado em 2005 pelo presidente Luiz Inácio Lula da Silva como Grande-Oficial especial da Ordem do Mérito Militar brasileira.

### Política
Em 2007, Baduel deixou o cargo de Ministro da Defesa. Chávez logo disse que havia destituído Baduel ao cargo por não ter sido capaz de explicar uma série de irregularidades. Depois de se aposentar como ministro da Defesa, ele emergiu em 2007 como um líder da oposição, quando rompeu publicamente com Chávez e anunciou sua oposição às mudanças constitucionais propostas no referendo constitucional de 2007 (derrotado por referendo) que teriam fortalecido os poderes da presidência e removeu a restrição à reeleição de funcionários públicos. Baduel "emergiu como uma voz proeminente da dissidência" preocupado que Chávez estivesse levando a Venezuela por um "caminho para as ruínas" e se tornando autoritário . Ele se tornou o militar de mais alto escalão e que se opôs às mudanças constitucionais de Chávez que iriam "concentrar o poder no Executivo". Em julho de 2007, ele disse: "Um regime socialista não é incompatível com um sistema democrático de freios e contrapesos e divisão de poderes. Devemos nos separar da ortodoxia marxista. "

## Prisão

### Prisão e detenção inicial
Em outubro de 2008, um "promotor militar disse ser responsável por cerca de $ 14 milhões que desapareceram durante sua gestão como ministro da Defesa" em uma transação envolvendo a compra de equipamento militar. Segundo informações, “Chávez agiu contra uma ampla gama de críticos domésticos, e seus esforços nas últimas semanas para fortalecer seu controle sobre as forças armadas levaram a prisões de alto perfil e uma onda de realocações”. Em 2 de abril de 2009, Baduel foi preso sob a mira de uma arma; Baduel disse que sua prisão foi politicamente motivada com os aliados de Chávez admitindo que ele era privado. Baduel foi preso na prisão  de Ramo Verde . De acordo com o The Guardian, ele disse que "seu crime foi reconhecer - e declarar - que o presidente era um tirano". O relatório de 2009 da Human Rights Watch mencionou Baduel como um exemplo de perseguição política. O ex-presidente dos Estados Unidos Jimmy Carter expressou preocupação com o caso, e Steve Ellner, um historiador e analista venezuelano, observou que "os tribunais visavam esmagadoramente as figuras da oposição. 'O caso de Chávez seria muito mais forte se ele fosse atrás da corrupção dentro de seu próprio governo.' Prender Baduel neutralizou um oponente que poderia causar problemas no exército. 'Obviamente, jogar Baduel na prisão teve uma motivação política.' " Em abril de 2010, a Amnistia Internacional acusou "o governo venezuelano de alvejar deliberadamente os líderes da oposição e simpatizantes".
Em maio de 2010, Baduel foi condenado pelo tribunal militar por corrupção e sentenciado a sete anos e onze meses de prisão. O tribunal militar declarou que $ 3,9 milhões foram desviados, de acordo com entrevistas com membros de várias unidades militares; A filha de Baduel disse que não havia provas e que as principais evidências foram fornecidas por soldados que afirmaram ter visto outro oficial carregando algumas sacolas pretas.
Da prisão de Ramo Verde, Baduel enviou uma mensagem no Twitter aos familiares, dizendo: "Deus está conosco e a justiça divina está sempre ativa". Ele foi libertado seis anos depois, em 2015.

### Segunda detenção
Em 12 de janeiro de 2017, Baduel foi mais uma vez preso após alegações do governo venezuelano de que ele estava conspirando para derrubar o governo. Vários outros políticos da oposição foram detidos pelo que os políticos da oposição chamaram de acusações forjadas. Membros da família de Baduel denunciaram que ele estava sendo mantido em isolamento solitário em uma instalação subterrânea conhecida como La Tumba desde o final de janeiro de 2018.